# François Trillo
Pour les articles homonymes, voir Trillo.
François Trillo est un journaliste français et un ancien joueur français de rugby à XV.

## Biographie
François Trillo est issu d'une famille de rugbymen. Son père, Jean, est un ancien trois-quart centre et capitaine de l'Équipe de France de rugby à XV (28 sélections dont une en tant que capitaine) et de Bègles dans les années 1960-1970, devenu co-sélectionneur du XV de France en 1991. Son frère Philippe, décédé en 2011, a également joué pour Bègles, le Stade toulousain et Mérignac.
Comme son père et son frère, François porte les couleurs de Bègles, de 1986 à 1992, des juniors jusqu'à l'équipe première. Il sera champion de France en 1991 aux côtés des Rapetous (Vincent Moscato, Serge Simon et Philippe Gimbert) et de Bernard Laporte, Sébastien Conchy, Marc Geneste et Thomas Clamens notamment. 
Parallèlement, il poursuit ses études supérieures à Bordeaux. Diplômé de l'IUT Tech de Co, il est ensuite diplômé de l'Institut d'études politiques de Bordeaux Promotion 1990 (Service Public). Il obtient ensuite une Maîtrise de Science Politique à la Faculté de Bordeaux, étudie en DEA d'Histoire Contemporaine, et termine son cursus par un Mastère Spécialisé en Marketing et Édition à l'ESC Paris[réf. nécessaire].
En 1993, il choisit de faire un VIE pour remplir ses obligations militaires. Son dossier est sélectionné par le PEE de l'Ambassade de France au Mexique. Il est détaché à la Chambre de Commerce franco-mexicaine, où il travaillera pendant 16 mois[réf. nécessaire].
De retour de Mexico, il s'installe à Paris, en 1994. Max Guazzini, le président du Stade Français rugby, le convainc de rejoindre le projet du nouveau Stade français. Il est sacré champion de France de Groupe B en 1996, le premier titre de l'ère Laporte-Guazzini. Il commence alors sa carrière de journaliste à MCM, puis NRJ, où il présentera pendant cinq ans les flashs d'informations de la matinale Festival Robles ainsi que sur Chérie FM[réf. nécessaire].
Après avoir arrêté sa carrière de rugbyman, Pierre Salviac l'intègre dans l'équipe rugby de France 2. Il réalise des modules d'explication des règles ("Mode d'emploi") à la mi-temps des matchs de la chaîne publique. En 1998, il commente le 2e match du Tournoi des Cinq Nations avec Denis Charvet. Il fait partie de l'équipe qui crée la nouvelle chaîne d'information sportive en continu InfoSport aux côtés de  Pierre Fraidenraich et  Nicolas Rotkoff. Après avoir collaboré une saison pour l'émission L'Equipe du Dimanche, il est intégré à Canal+ en 2000. Thierry Gilardi l'engage comme grand reporter, d'abord pour l'émission Nulle Part Ailleurs, puis pour les émissions foot de la chaîne. À partir de 2004, il intègre le service rugby de la chaîne et commente les rencontres du championnat de France. Alexandre Bompard, alors patron des sports, le choisit pour présenter Samedi Sport, de 2006 à 2008,  avec au programme du sport hippique, un match de rugby du Top 14 et un match de football de Ligue 1. À partir de 2007, il anime Les spécialistes rugby sur Canal+ Sport avec les consultants rugby de Canal+ et de 2008 à 2012, il présente Jour de rugby sur Canal+. Parallèlement, il réalise des documentaires (Intérieur Sport D. Camara en 2012, Jour de Brennus, Une saison unique, Une saison de rêves…)[réf. nécessaire]
À la rentrée 2012, il continue d'animer Les spécialistes rugby (le vendredi soir puis le jeudi) et commente un match du Top 14 en direct le samedi (généralement au côté de Marc Lièvremont ou Fabien Pelous). Il présente chaque année le multirugby de la dernière journée de Top 14 (tous les matchs en simultanée sur Canal+). En juin 2016, l'émission Les spécialistes rugby, comme les autres déclinaisons, est arrêtée par la direction de Canal+. En août 2016, il fait partie du dispositif de Canal+ pour les Jeux olympiques de Rio en assurant la continuité entre les épreuves olympiques sur les chaînes Canal+ Sport et Canal+ Rio 2016 lors des tranches de journée[réf. nécessaire]. 
À partir de novembre 2016, il n'apparaît plus sur les antennes du groupe Canal+ et a été licencié par sa direction.
François Trillo accompagne[Quoi ?] désormais le site Be Sport, qui se lance en 2018. 
Rappelé par ses anciens coéquipiers béglais, élus à la tête de la fédération, il a été, par ailleurs, directeur du Paris Sevens en 2017, l'avant-dernière étape du circuit mondial de rugby à 7[réf. nécessaire].
En 2017, il rejoint la radio Sud Radio pour animer les émissions rugby.
Durant la Coupe du monde de rugby à XV 2019, diffusée en intégralité sur TF1 et TMC, il commente des matchs aux côtés de Benjamin Kayser. En juillet 2022, à l'occasion de la tournée d'été de l'équipe de France de rugby au Japon, le duo est reconduit aux commentaires des deux matchs de la tournée retransmis par TF1.
En 2022, il commente la Coupe du monde féminine de rugby à XV sur TF1. Il commente les principaux matchs dont ceux de l'équipe de France en binôme avec Laura Di Muzio.
Lors de la Coupe du monde de rugby 2023 organisée en France, il collabore de nouveau avec TF1 et commente les  principaux matches que la chaine a choisi de diffuser, avec Benjamin Kayser et Christian Califano, notamment tous les matchs du XV de France diffusés sur la chaîne, dont le quart de finale contre l'Afrique du Sud. Sa collaboration avec la première chaîne s'arrête après cette compétition, Stefan Etcheverry, journaliste de la rédaction, lui est préféré en 2024.

## Palmarès
- Champion de France 1991 avec Bègles
- Champion de France groupe B 1996 avec le Stade français

## Publications
- Jean Trillo et François Trillo, On refait le sport : ou Essai de transformation, Paris, La Table ronde, 5 mai 2005, 176 p., 19 x 1,5 x 14 cm (ISBN 2-7103-2651-5, EAN 978-2710326519)
- François Trillo (préf. Bernhard Langer et Jean-Lou Charon), Le golf de Thomas Levet, PC Editions, 14 juillet 2018, 224 p., 27 x 3 x 23,2 cm (EAN 979-1090148987)